# Praskačka (Východolabská tabule)
Praskačka (241 m n. m.) je vrch v okrese Hradec Králové Královéhradeckého kraje. Leží u východního okraje obce Praskačka na jejím katastrálním území.

## Popis
Je to výrazná svědecká plošina, krytá říčními štěrky a písky středopleistocenní (risské) říční terasy Labe. Kolem plošiny jsou svrchnopleistocenní sprašové pokryvy. Na severozápadě plošina navazuje na souvislou starobylou říční terasu s podobnou výškou. Vrch je nezalesněný, s rozsáhlou pískovnou a ornou půdou.[nenalezeno v uvedeném zdroji]

## Geomorfologické zařazení
Geomorfologicky vrch náleží do celku Východolabská tabule, podcelku Pardubická kotlina a okrsku Smiřická rovina.
Podle podrobnějšího členění Balatky a Kalvody, které okrsek Smiřická rovina nezná, náleží vrch do okrsku Královéhradecká kotlina a podokrsku Opatovická kotlina.